# Ilıca (Kozan)
Ilıca ist ein Ortsteil (Mahalle) im Landkreis Kozan der türkischen Provinz Adana mit 907 Einwohnern (Stand: Ende 2024). Im Jahr 2011 zählte Ilıca 1.130 Einwohner.